# أبو القاسم حاجى
أبو القاسم حاجى (22 أغسطس 1990 بوجدة في المغرب - ) هو لاعب كرة قدم جزائري في مركز الوسط. لعب مع أمل الأربعاء وشباب قسنطينة وشبيبة بجاية ومولودية بجاية ونادي مولودية الجزائر ووداد تلمسان.

## روابط خارجية
- أبو القاسم حاجى على موقع قاعدة بيانات كرة القدم.إي يو (الإنجليزية)
- أبو القاسم حاجى على موقع Soccerway.com (الإنجليزية)